# 铁胆墨水

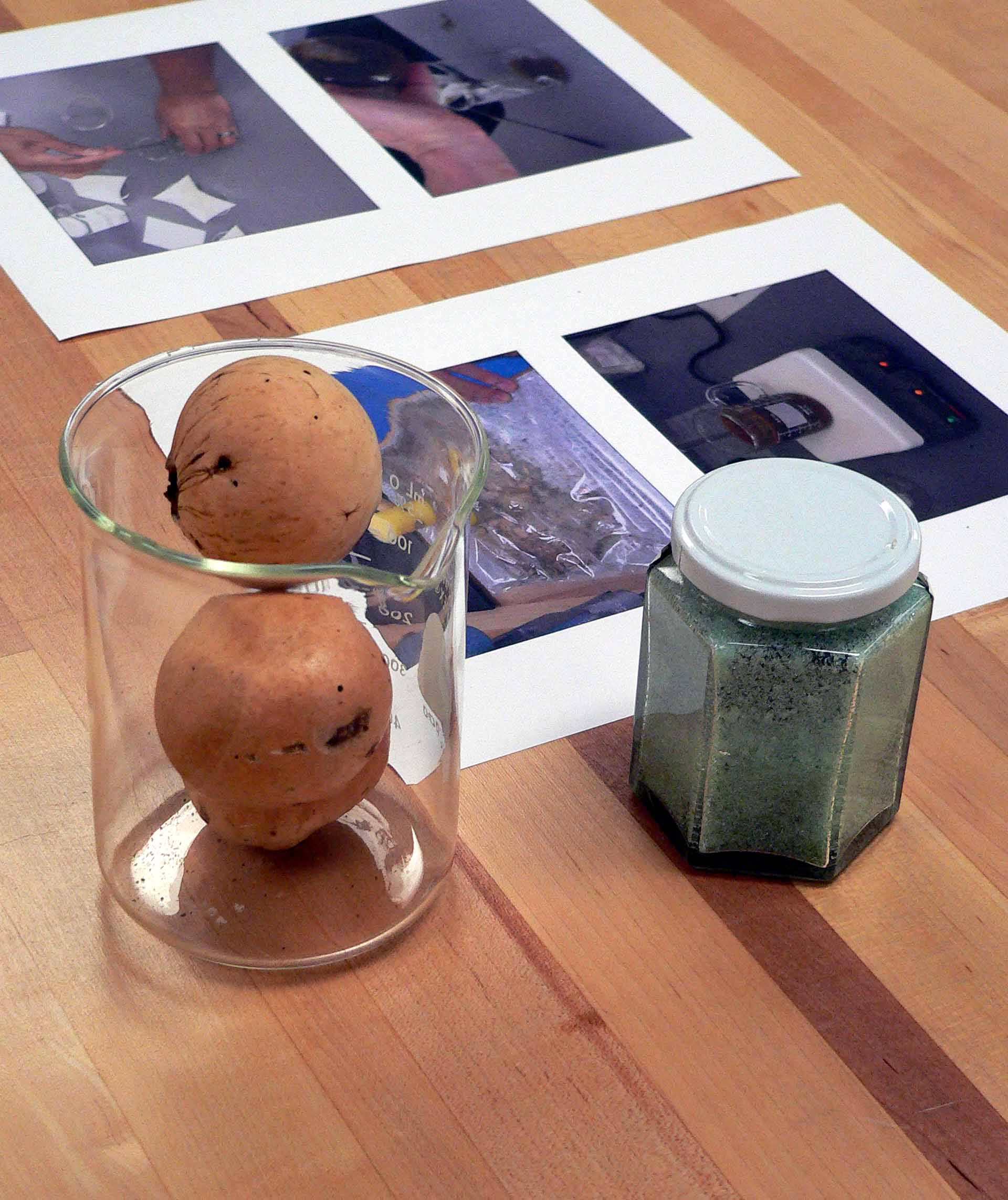
铁胆墨水的主要成分，栎瘿和硫酸亚铁

铁胆墨水（英語：Iron gall ink），又称鞣酸铁墨水，是一种由植物中提取的鞣质和铁盐混合而配制成的一种黑褐色或紫黑色的墨水。罗马帝国时期，栎瘿就被用来制作墨水。公元5世纪至19世纪的1400年间，铁胆墨水是欧洲主要使用的墨水，直到20世纪仍被广泛使用。时至今日，仍有厂商售卖这一配方的墨水。

## 制备和使用

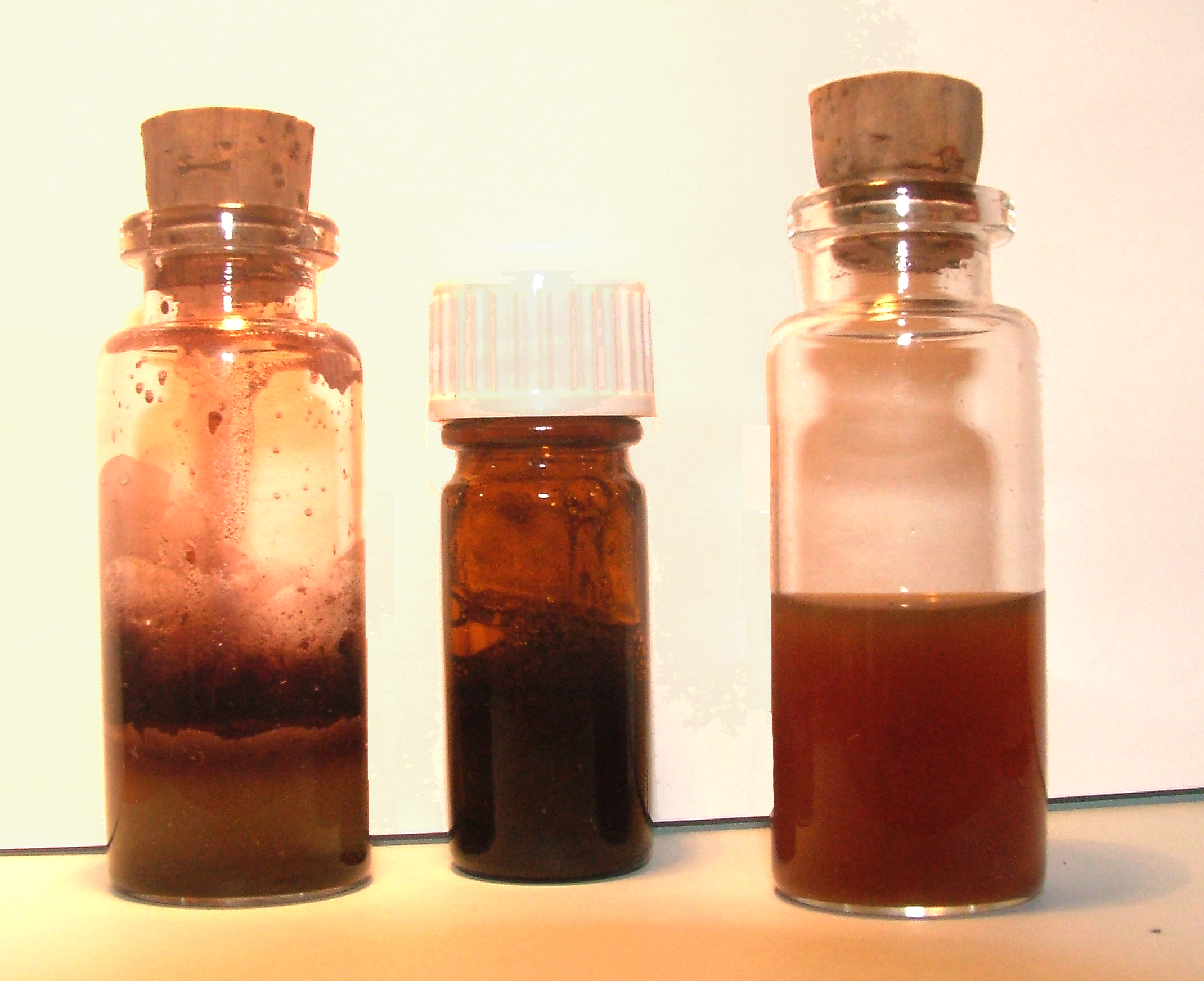
自制的铁胆墨水。左侧瓶子里是铁钉和食醋反应生成的铁盐溶液，右边瓶子里是栎瘿的提取物，混合两个瓶子里的溶液以得到中间的铁胆墨水，这种墨水通常是现配现用的。

配制铁胆墨水的传统方法一般是往鞣酸或没食子酸溶液中加入一定量的硫酸亚铁，除硫酸亚铁以外的其他铁盐溶液也可以使用。配制墨水的鞣酸溶液最早是从栎瘿或者其他树木的树瘿中提取，故称这种墨水为铁胆墨水（英文原名iron gall ink中的gall即树瘿）。
栎瘿通过发酵和水解产生鞣酸，没食子酸以及葡萄糖，与亚铁盐（一般为七水合硫酸亚铁）反应生成无色或浅灰色的鞣酸亚铁和没食子酸亚铁，过滤后再加入增稠剂（通常为阿拉伯胶），便可用于在纸张或羊皮纸上书写。铁胆墨水刚书写时颜色较浅，在空气中氧化后生成黑色且不溶于水的鞣酸铁和没食子酸铁。其中，前者耐水，后者耐光。这令铁胆墨水能够牢固地附着在纸张上面，与其他配方的墨水不同，不能通过擦除或者清洗的方法消去字迹，而只能通过刮去纸张表层的方法来去除。

## 化学原理

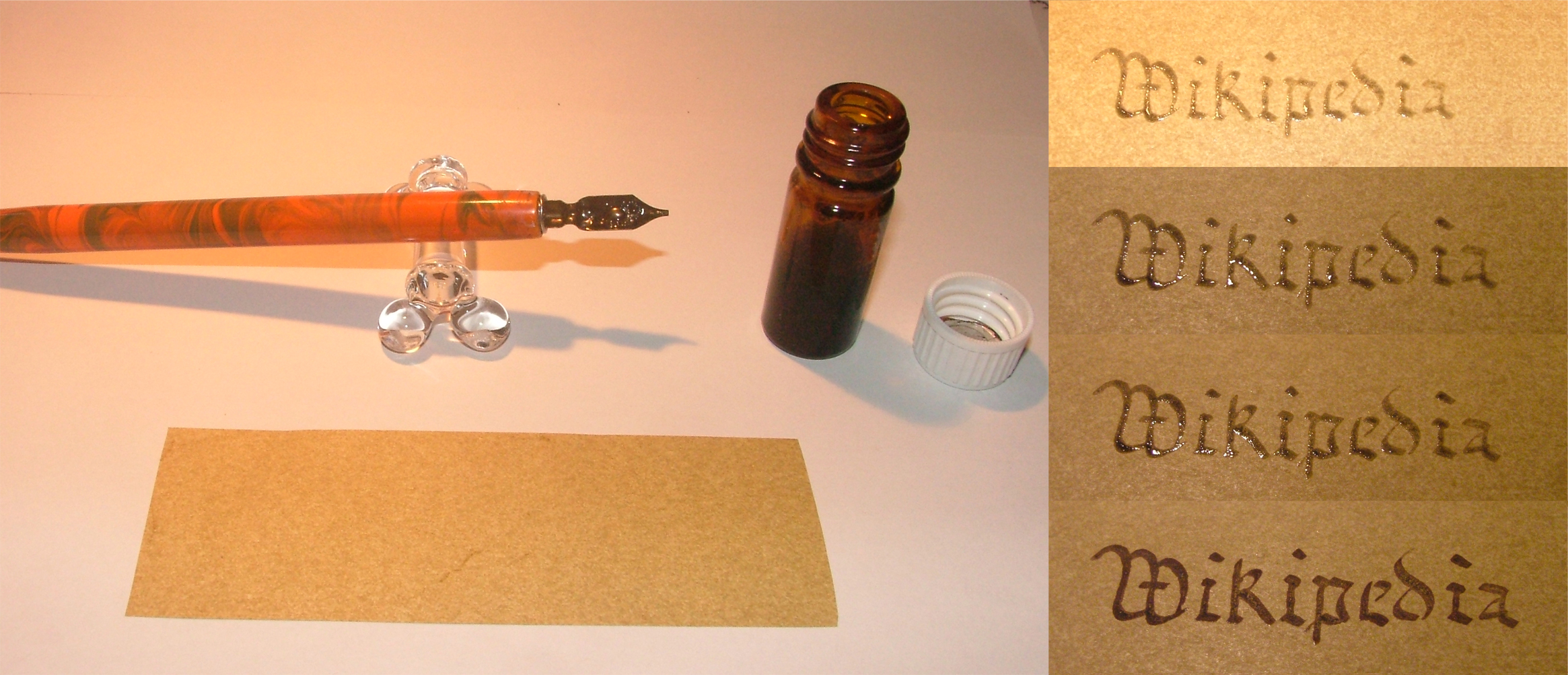
使用自制的铁胆墨水书写，字迹随时间推移逐渐变深

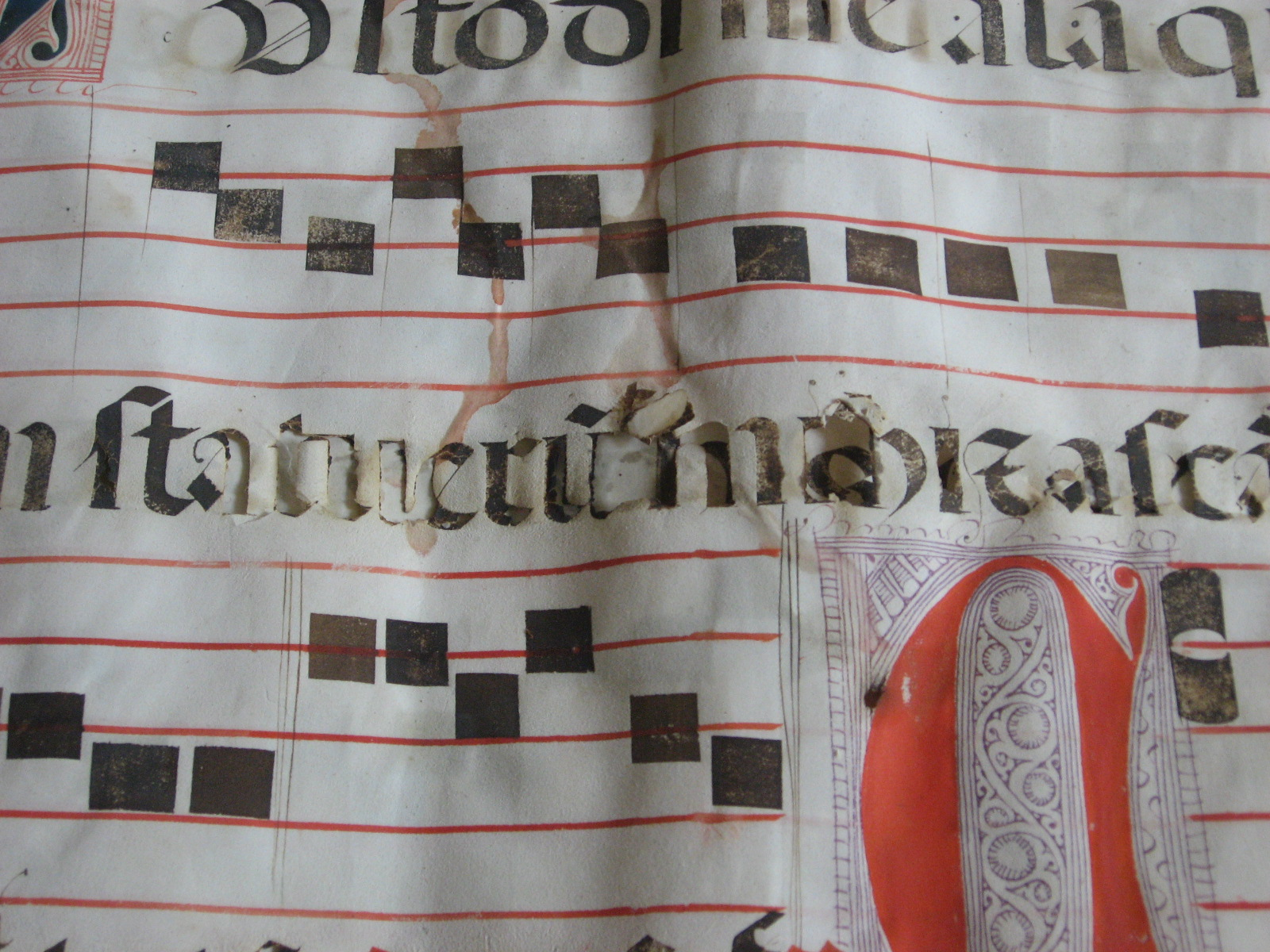
铁胆墨水对纸张和羊皮纸的侵蚀

通过混合鞣酸以及没食子酸与铁盐得到鞣酸亚铁，没食子酸亚铁的水溶液，因其良好的溶解性，可以渗透进纸张表面，令字迹难以擦除。上述两种化合物暴露在空气中，氧化为深色不溶于水的鞣酸铁与没食子酸铁，令这种溶液可以用作书写墨水。
铁胆墨水逐渐变深的现象是二价铁离子(Fe2+)被空气中的氧气氧化为三价铁离子(Fe3+)的过程。因此，铁胆墨水需盛装在密封良好的瓶中，且保存时间过长的铁胆墨水会失去效用。墨水中的铁离子与单宁酸或一些衍生化合物（可能是没食子酸或连苯三酚）反应形成聚合有机金属化合物。鞣酸铁墨水中铁含量高时，墨水的黑度，耐晒和耐水性能增强，但是过高的铁含量会引起墨水稳定性下降，产生沉淀，令墨水色泽变暗。
尽管铁胆墨水是非常有效实用的一种墨水，但它的配方却不甚理想。铁胆墨水呈酸性，为了防止鞣酸亚铁水解产生沉淀，还会再加入少量酸。依书写表面的不同，铁胆墨水会在书写面（一般是纸张或者羊皮纸）上留下难看的痕迹。极端情况下，由于高温高湿，书写材料会变得发黄且易碎，表面甚至会被腐蚀出破洞。

## 历史
最早的以栎瘿为原料的铁胆墨水配方来自老普林尼。历史上，许多重要的手稿都是使用铁胆墨水书写，这其中包括被认为是公元四世纪中叶成书的迄今为止最早最完整的圣经抄本《西奈抄本》。由于铁胆墨水易于制造且耐久性与防水性良好，这种墨水受到了欧洲走廊以及地中海周边抄写员的青睐。现存的绝大多数中世纪和文艺复兴时期的手稿都是由铁胆墨水所缮写，少部分则是用灯炱与炭黑写成。达芬奇的许多绘画作品亦是用铁胆墨水创作。英国和法国通过颁布法律指定皇家和法律档案中所使用的铁胆墨水配方，以确保档案能持久保存。
铁胆墨水配方的持久性和防水性使其成为欧洲1400多年间使用的标准书写墨水，并在殖民时代被传播到全球，后来亦成为美国的标准墨水。美国邮政甚至曾有供各地分局顾客使用的官方铁胆墨水。直到20世纪后半叶，随着化学生产的墨水及书写液体被生产出来，新的防水墨水配方被开发，铁胆墨水才渐渐从日常使用中消失。现代，仍有部分公司生产各种颜色的铁胆墨水，但仅仅局限于爱好者与书法家使用，在正式文书以及行政事务上使用较少。

## 用于钢笔的铁胆墨水

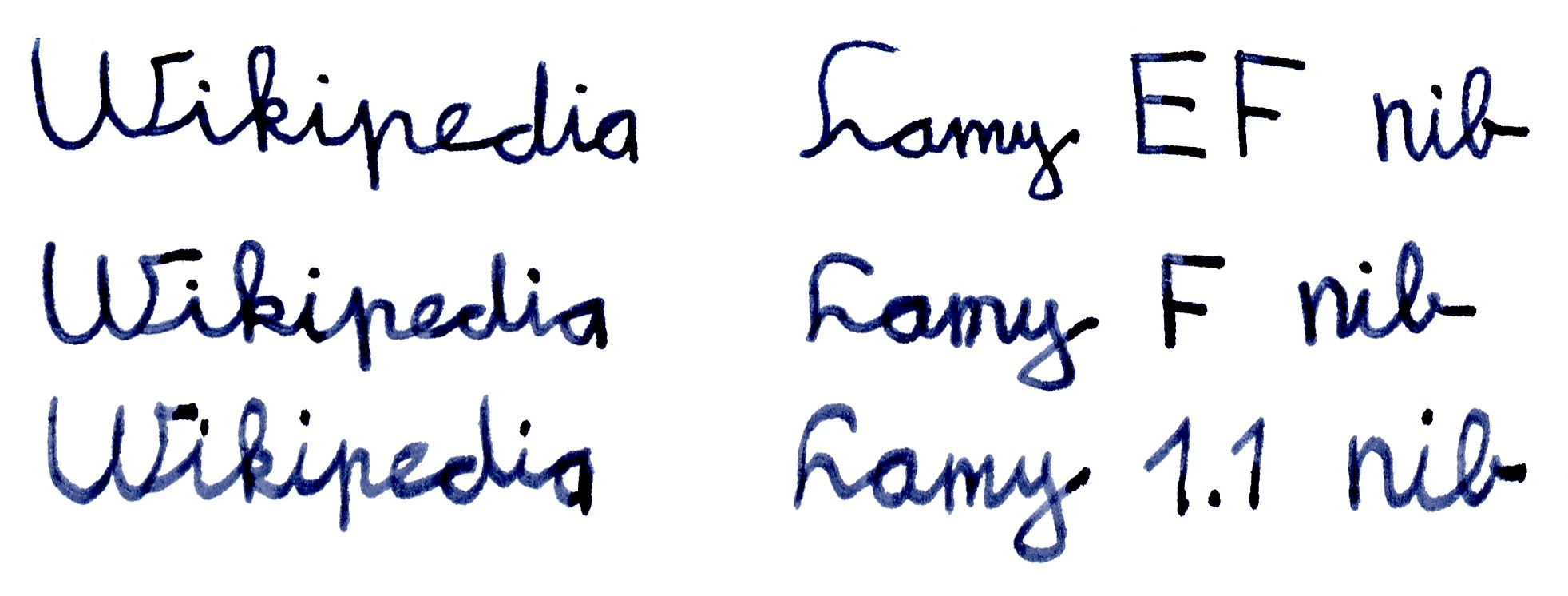
以英国书写正式文件用的蓝黑色铁胆墨水书写的钢笔字迹

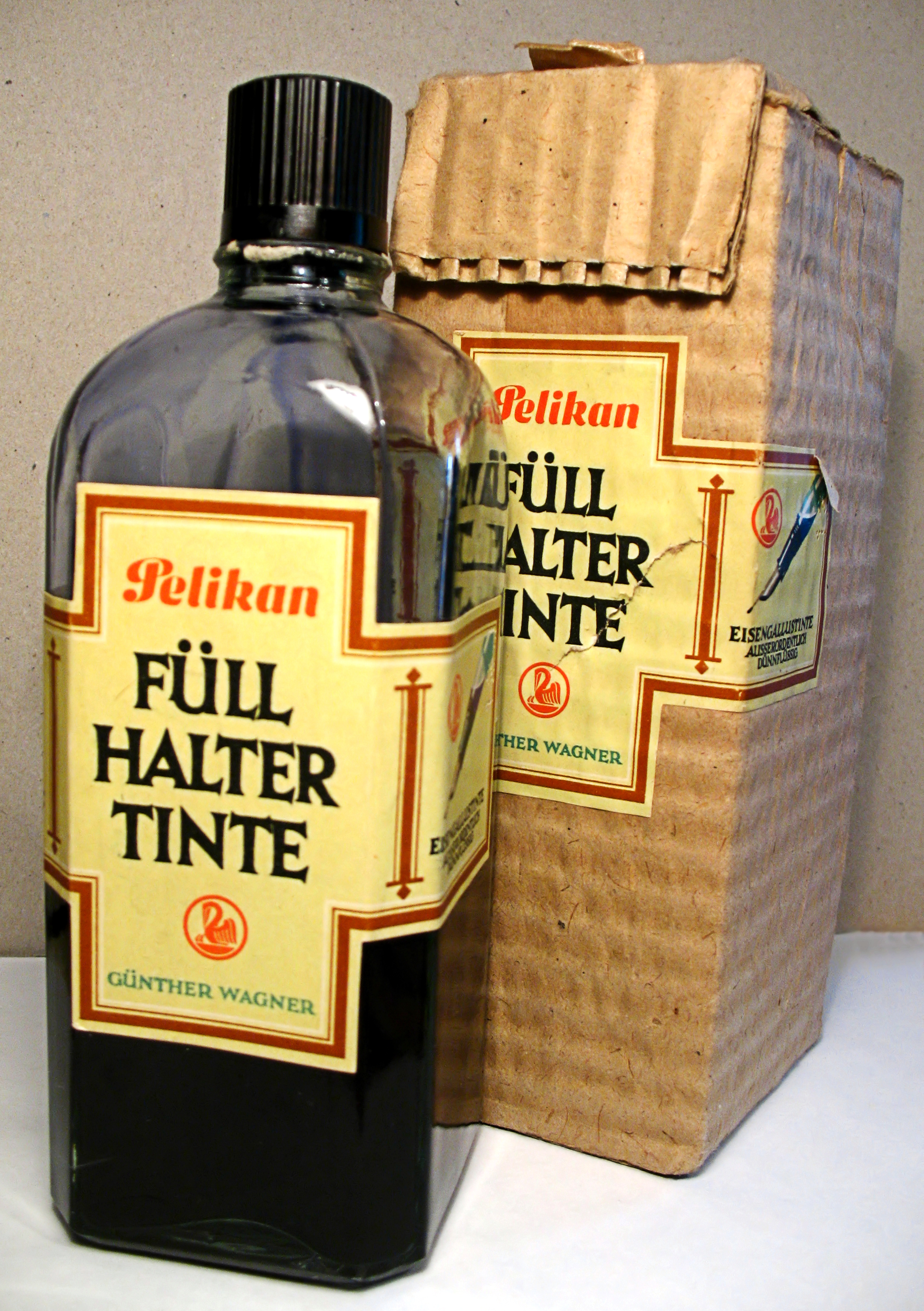
约1950年代生产的0.5升大瓶铁胆墨水及包装盒

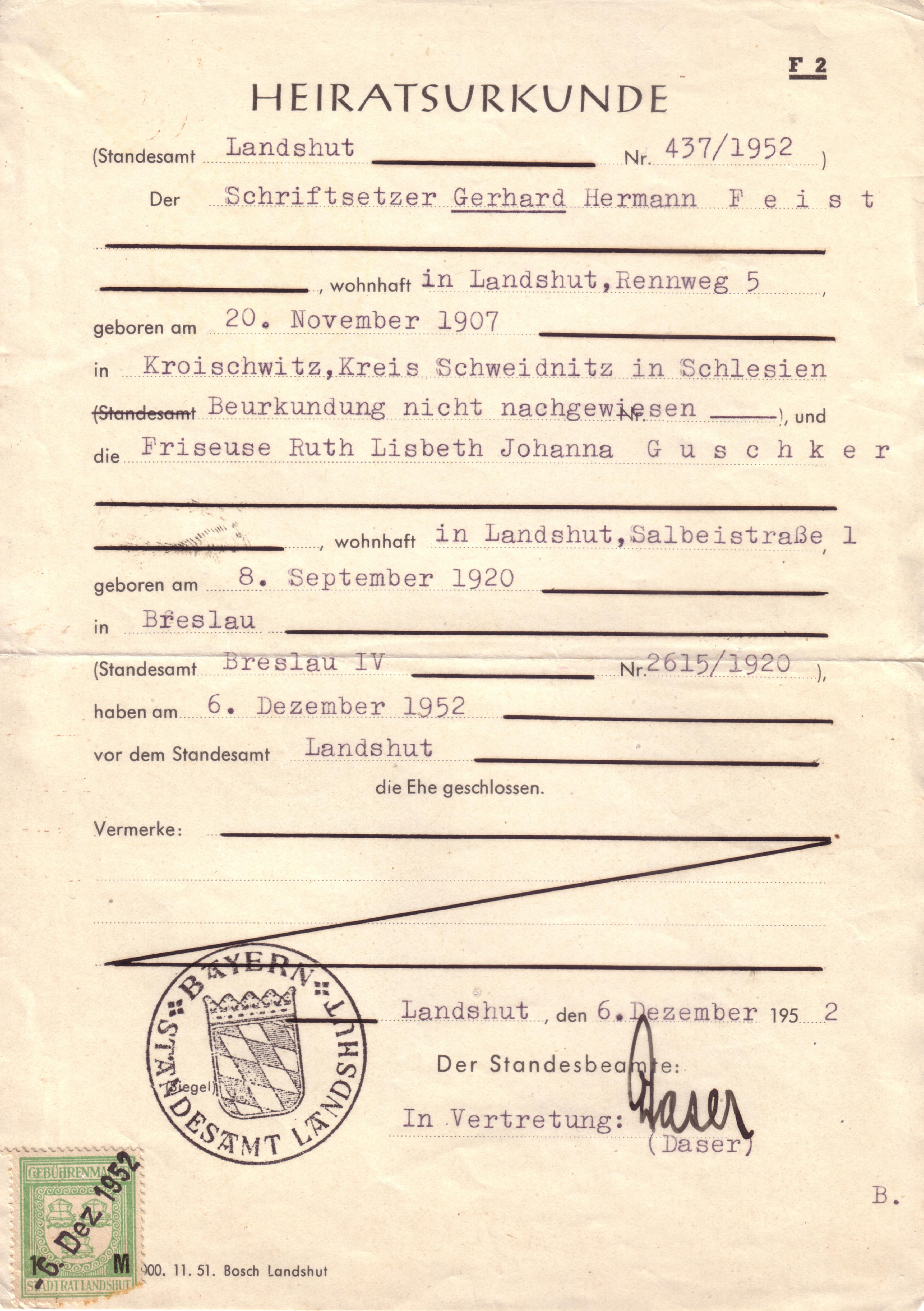
1952年6月德国兰茨胡特以铁胆墨水签署的结婚证书

用于蘸水笔的传统铁胆墨水不适用于以毛细作用为原理工作的现代自来水笔。铁胆墨水中产生的铁盐沉淀会堵塞钢笔毛细，造成下水不畅。另外，强酸性的传统铁胆墨水会腐蚀笔的金属部件，破坏自来水笔的功能。
现代的鞣酸铁墨水配方，例如凌美（已于2012年停产），万宝龙（亦于2012年停产），英雄232型，切斯特菲尔德档案库（英語：Chesterfield Archival Vault），戴阿米注册员墨水（英語：Diamine Registrar's Ink），教会文具注册员墨水（英語：Ecclesiastical Stationery Supplies Registrars Ink），古腾堡G10黑文件墨水（德語：Urkundentinte G10 Schwarz），波兰KWZ铁胆墨水，有机工坊科学大师系列“亚里士多德”铁胆墨水（英語：Organics Studios Aristotle Iron Gall），以及德国罗哈克林（Rohrer & Klingner）的“柳青（Salix）” 和（紫灰色的）“紫盆花（Scabiosa）”等蓝黑墨水都是为钢笔而生产。日本白金公司亦生产六种颜色的“经典”系列彩色鞣酸铁墨水。
现代铁胆墨水含有更少量的铁与鞣质的化合物，并且使用经化学计量优化过的配方。传统墨水通常含有过量的酸，而现代配方更多使用易挥发的盐酸代替传统配方的硫酸。因此，现代钢笔铁胆墨水相比传统墨水更不易损坏纸张，且更不易腐蚀钢笔部件，但现代铁胆墨水长期贮存于钢笔中仍能引起腐蚀问题。墨水的制造商与零售商通常建议用户采用更彻底的清洁方案，例如定期清洗钢笔，来避免墨水堵塞笔管，腐蚀零件。为了更彻底地清洗钢笔中的墨水污渍，可以使用水，稀释的醋或柠檬酸（冲洗残留的铁-鞣质化合物），水，稀氨水（清除残留的染料污渍），最后用水冲洗干净。
为了使初写时的颜色不至太浅，现代的鞣酸铁墨水中会加入有机染料起临时着色剂的作用，一般加入蓝色的酸性墨水蓝G作为主色，直接湖蓝5B作为助色成为蓝黑墨水。加入有机染料的铁胆墨水写出来的字刚开始呈现有机染料的颜色，待亚铁离子被氧化后，字迹逐渐变成黑色或者灰色。蓝黑墨水中的有机染料易受氧化剂和光的影响褪色，遇水或潮湿空气易发生洇渗扩散。墨水的变色性能也取决于纸张的化学性质。通常，在含有较高漂白木浆成分的纸上，墨水氧化变黑的过程将更快速和明显地进行。
尽管铁胆墨水已经不再是21世纪的主流墨水种类，但在部分地区，部分特定用途的书写需求仍被要求使用铁胆墨水完成。在中国，蓝黑墨水依然被档案界广为使用，一些医院的病历不准用中性笔书写，而必须使用蓝黑墨水。英国规定注册中心签发的正式文件，例如出生证明，结婚证明，死亡证明，神职人员名单以及船舶日志等，必须使用含有铁-鞣质成分的特制档案级蓝黑墨水书写。德国则规定，法律文书和民事公证书（德語：notariellen Urkunden）必须使用特殊的蓝色或者黑色的铁胆档案墨水（德語：urkunden- oder dokumentenechte Tinte）或档案级的颜料墨水。

### 中国常用的蓝黑鞣酸铁墨水配方
| 原料     | 主要规格     | 配方一（质量分数%） | 配方二（质量分数%） | 作用         |
| -------- | ------------ | ------------------- | ------------------- | ------------ |
| 墨水蓝   | 色力98%±2%   | 0.48                | 0.50                | 着色         |
| 硫酸亚铁 | 含量96%±3%   | 0.65                | 0.60                | 变黑         |
| 单宁酸   | 含量75%±3%   | 0.36                | 0.54                | 变黑         |
| 没食子酸 | 含量95%±3%   | 0.36                | 0.18                | 变黑         |
| 硫酸     | 含量95%±3%   | 0.24                | 0.25                | 稳定剂       |
| 甘油     | 密度>1.25    | 0.32                | 0.35                | 润湿剂       |
| 福尔马林 | 甲醛含量>37% | 0.07                | 0.05                | 稳定，防霉剂 |
| 石炭酸   | 含量95%±5%   | 0.10                | 0.10                | 防霉剂       |
| 砒霜     | 含量95%±5%   | —                   | 0.04                | 阻蚀剂       |
| 树胶     | 琥珀色块粒   | 0.08                | —                   | 防蚀剂       |
| 水       | 纯净的软水   | 加至100             | 加至100             | 溶剂         |

### 德国法律关于档案墨水（德語：Urkundentinte）的规定（1933年）
- 一升墨水中必须含有最少27克鞣酸和没食子酸与4克铁质，最大铁含量为6克；
- 墨水贮存于玻璃容器14天后，不得附着于玻璃或产生沉淀；
- 八天前的字迹不得经水或酒精洗涤而褪色；
- 墨水必须易于从钢笔中流出，干燥后不得有粘性。[13]

### 美国政府“标准墨水”配方（1935年）
- 11.7克鞣酸
- 3.8克没食子酸 C6H2(OH)3COOH
- 15克硫酸亚铁
- 3毫升盐酸（防止沉淀生成）
- 1克苯酚（石炭酸） C6H5OH (防霉剂)
- 3.5克苯胺蓝WS（英语：Aniline Blue WS）染料 （溶于水）
- 1升蒸馏水[14]

《大众科学》杂志的这篇关于铁胆墨水的文章也提到甲基紫和苯胺黑可以代替蓝色染料用于制作紫色和黑色的铁胆墨水。为避免使用1935年配方中有毒的苯酚成分，亦可用2克水杨酸（C6H4(OH)COOH）代替，这两种防腐剂都会降低墨水的pH值。

### 印度标准220号（1988年）
在印度，现用的是由印度标准局制定，并在2010年第三次修订的IS 220（1988）：鞣酸铁钢笔墨水（铁含量0.1％）标准。该印度标准于1988年11月21日被化学品委员会批准，由墨水和相关产品分委员会通过。 IS 220规定了含有0.1％铁的鞣酸铁钢笔墨水的取样，测试要求和方法。
该标准的附件M规定，符合IS 220标准的鞣酸铁墨水应按如下配方配制：
- 4.0克鞣酸
- 1.5克没食子酸
- 5.5克硫酸亚铁晶体
- 5.0克浓盐酸
- 5.0克墨水蓝染料，（见IS 8642：1977）
- 其他染料（用于除蓝黑色以外的墨水）按供应商建议。
- 苯酚（见IS 538：1968）
- 蒸馏水（使墨水总体积达到一升）。

IS 220标准墨水使用期不宜超过一个月，且应装入棕色瓶中（参见IS 1388：1959）。